# Carlo Egger
Carlo Egger (Karl in tedesco, in latino Carolus), C.R.S.A. (Silz, 10 febbraio 1914 – Paring, 1º settembre 2003) è stato un latinista e abate austriaco.

## Biografia
Quinto di cinque figli, trascorse l'infanzia a Vipiteno con la famiglia. Dimostrò sin da piccolo attitudine per lo studio della lingua latina, tanto da poter comporre versi indirizzati al pontefice Pio XI all'età di 12 anni. Dopo la licenza liceale conseguita a Bressanone iniziò a maturare la vocazione sacerdotale. Decisivo in questo senso fu l'incontro casuale con un sacerdote della Congregazione dei Canonici Regolari Lateranensi, che era maestro dei novizi a Gubbio. All'età di 19 anni Carlo entrò tra i novizi di Gubbio, nel 1934 emise i primi voti e il 28 novembre 1937 ricevette l'ordinazione sacerdotale. La sua formazione continuò con gli studi di teologia presso l'Angelicum di Roma e con la laurea in Lettere classiche con specializzazione in Filologia di lettere antiche presso l'Università "La Sapienza". Nel 1942 divenne maestro dei professori presso la Basilica di San Pietro in Vincoli.
Durante il periodo bellico ricevette da Papa Pio XII l'incarico di assistere i rifugiati. La sua conoscenza del tedesco come lingua madre gli permise di mediare con gli ufficiali tedeschi a favore dei prigionieri e degli ebrei, riuscendo a salvare molte vite umane. Si adoperò inoltre per reperire i viveri necessari alla sussistenza dei rifugiati di Roma.
Dopo la fine della seconda guerra mondiale, nel 1949 fu chiamato come collaboratore presso l'Ufficio Latino della Segreteria di Stato Vaticana, dove operò per oltre 40 anni come latinista. Divenne il responsabile dell'Ufficio nel 1976 su nomina dei papa Paolo VI. Sempre durante il pontificato di Paolo VI Egger fu tra i fondatori della "Fondazione Latinitas" per la diffusione della lingua latina, della quale divenne in seguito presidente, e venne nominato esperto di latino al Concilio Vaticano II. Fu docente presso il Pontificium Institutum Altioris Latinitatis e presso la Pontificia Università Lateranense. Collaborò alla stesura del vocabolario Thesaurus Linguae Latinae e redasse il Lexicon recentis Latinitatis, dizionario di neologismi latini.
Nel 1958 fu da lui fondata la Confederazione dei Canonici Regolari di sant'Agostino. Nello stesso anno ricevette la benedizione abbaziale. Su sua iniziativa rinacque la Congregazione dei Canonici regolari di Sant'Agostino di Windesheim (fondata nel 1386 e scomparsa nel XIX secolo); il primo monastero sorse a Tor Lupara, vicino a Roma, nel 1963. Successivamente Egger acquistò il Monastero di S. Michael a Paring, vicino a Ratisbona.
Morì all'età di 89 anni nel 2003 a Paring.

## Opere
- Lexicon nominum virorum et mulierum, 19571, 19632
- Latine discere iuvat, 1976
- Lexicon nominum locorum, 1977
- Lexicon nominum locorum. Supplementum referens nomina Latina vulgaria, 1985
- Sermo Latinus hodiernus. Acta diurna (1982–1985), 1986
- Omnia dici possunt Latine. Acta diurna (1986–1989), 1990
- Lexicon recentis Latinitatis (A-L), 1992
- Lexicon recentis Latinitatis (M-Z), 1997
- Neues Latein-Lexikon, 1998
- Roma aeterna. Praecipua urbis monumenta Latine scientibus explanata, 2000
- PONS Wörterbuch des neuen Latein, 2001
- Lexicon recentis Latinitatis, 2003